# José Geraldo Rodrigues de Alckmin
José Geraldo Rodrigues de Alckmin (Guaratinguetá, 4 de abril de 1915 — Brasília, 6 de novembro de 1978) foi um jurista, magistrado e professor brasileiro. Foi ministro do Supremo Tribunal Federal, nomeado durante a ditadura militar. 
É frequentemente citado como tendo sido um membro da Prelazia Opus Dei no Brasil.
Era tio do político Geraldo Alckmin.

## Biografia
Rodrigues Alckmin bacharelou-se em direito pela Faculdade de Direito da Universidade de São Paulo, na turma de 1937. Ingressou na magistratura em 1940, sendo nomeado juiz substituto da seção judiciária em Mogi-Mirim. Foi, sucessivamente, juiz da comarca de São Luiz do Paraitinga, da Vara Auxiliar da Fazenda Municipal de São Paulo, da 1ª Vara Cível da Comarca de São José do Rio Preto, da 3.ª Vara Criminal e de Menores de Campinas, da 10.ª Vara Cível da cidade de São Paulo e da Vara dos Feitos da Fazenda Nacional.
Ascendeu ao Tribunal de Alçada, como juiz, em 1958, exercendo a presidência de 1961 a 1963. Em 1957 auxiliou na fundação da Faculdade de Direito de Taubaté da Universidade de Taubaté, tendo sido professor na instituição. Foi nomeado desembargador do Tribunal de Justiça de São Paulo em 1964, desempenhando as funções de corregedor geral da Justiça no de 1970 a 1971.
Foi nomeado ministro do Supremo Tribunal Federal por decreto do presidente Emílio Garrastazu Médici de 3 de outubro de 1972, tomando posse em 11 de outubro do mesmo ano.
Indicado juiz do Tribunal Superior Eleitoral, tomou posse como substituto em 5 de abril de 1973 e, como efetivo, em 20 de fevereiro de 1975. Eleito vice-presidente, assumiu as respectivas funções em 12 de novembro de 1975, exercendo-as até 7 de novembro de 1977, quando ascendeu à presidência, onde permaneceu até seu falecimento.
Foi professor de direito processual civil na Faculdade de Direito de São Bernardo do Campo e titular de direito judiciário civil na Faculdade de Direito da Universidade Mackenzie.

## Obras
- Inúmeros trabalhos publicados em revistas especializadas.
- Autor de Repertório de Jurisprudência do Código Civil - Direito das Coisas, em dois volumes (ed. Max Limonad, 1951).
- Possui anotações em Tratado do Direito Civil, do professor Luiz da Cunha Gonçalves (vol. VIII, tomos I e II, e vol. XI, tomo II - Ed. Max Limonad, 1956); e na obra A Destinação do Imóvel, de Philadelpho Azevedo (Ed. Max Limonad, 2.ª ed., 1957).
- Participou da elaboração do anteprojeto que resultou na Lei de Registros Públicos.

## Condecorações
- Grande Oficial da Ordem do Mérito do Rio Branco
- Grande Oficial do Mérito Militar
- Oficial do Mérito Aeronáutico
- Grã-Cruz do Mérito Judiciário Militar
- Ordem do Mérito Judiciário Militar
- Ordem do Mérito Judiciário